# Hiltraud Casper-Hehne

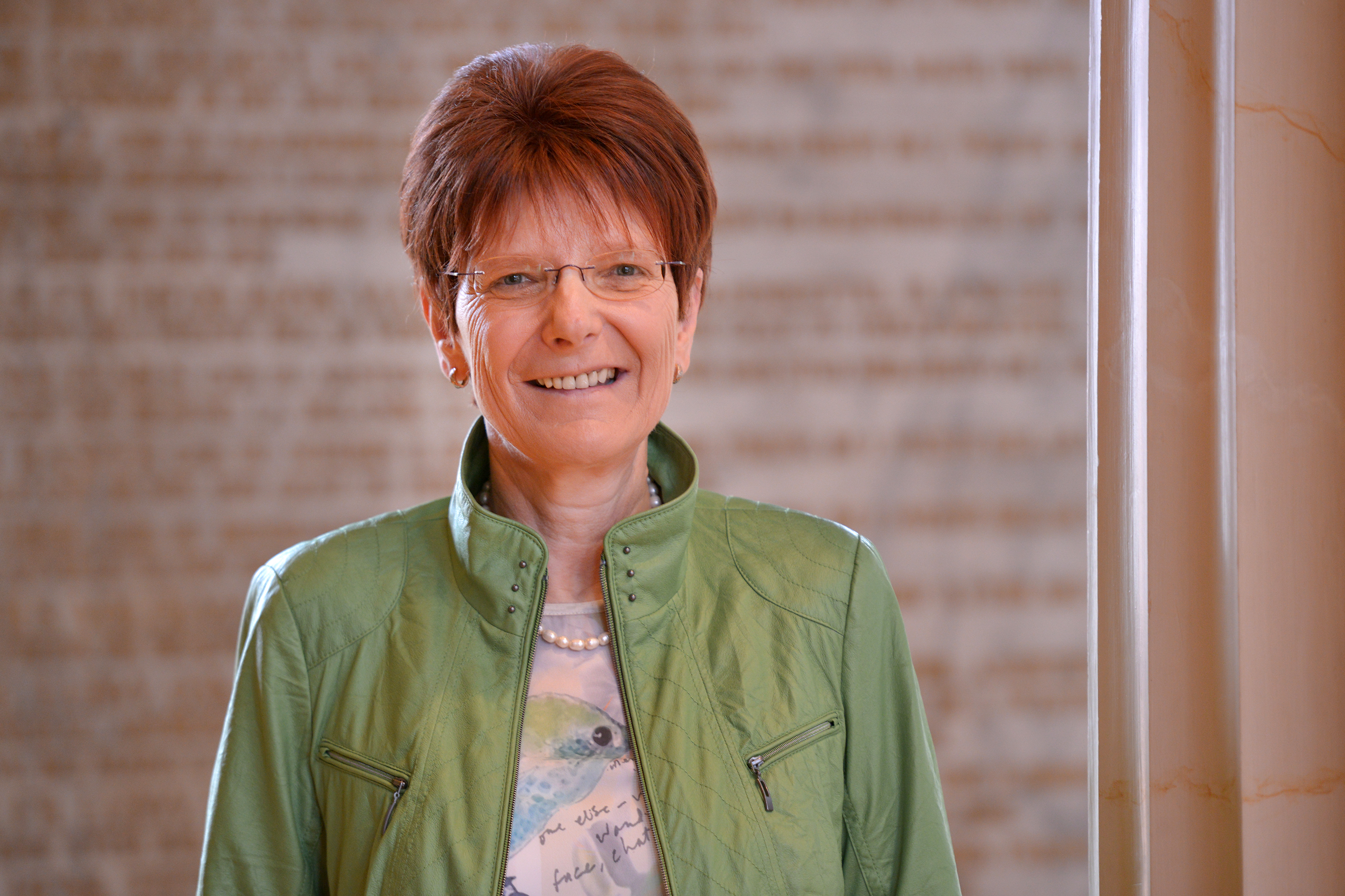
Hiltraud Casper-Hehne (2016)

Hiltraud Casper-Hehne (* 2. Juni 1957 in Jever) ist eine deutsche Germanistin und Hochschullehrerin. Von April 2009 bis März 2021 war sie Vizepräsidentin der Universität Göttingen. Seit 2020 nimmt Casper-Hehne im Auftrag des Präsidiums der Georgia August die Göttinger Projektleitung in der Europäischen Universität ENLIGHT wahr.

## Leben
Casper-Hehne studierte Germanistik, Anglistik und Geschichte an der TU Braunschweig. Sie wurde am Institut für Germanistische Linguistik promoviert und 2003 habilitiert. Im April 2004 wurde Casper-Hehne als Professorin für Interkulturelle Germanistik/Sprachwissenschaft an die Göttinger Philosophische Fakultät berufen.
Als Wissenschaftlerin befasst sich Casper-Hehne mit Interkultureller Alltags- und Wissenschaftskommunikation, Sprachdidaktik/Sprachenförderung, Migration und Integration sowie Deutsch als Zweit- und Fremdsprache. Sie entwickelte mehrere Studienangebote „Deutsch als Fremd- und Zweitsprache“, um Lehramtsstudierende auf einen heterogenen Klassenraum vorzubereiten.
Casper-Hehne führte zahlreiche größere drittmittelfinanzierte Verbundprojekte durch: z. B. die EU-Projekte zu Computerselbstlernprogramm für europäische Sprachen für Studierende, Online-Sprachlernmaterialien für Fach- und Führungskräfte oder die EU-Projekte IDIAL und IDIAL4P, in dem regionalisierte Sprachlehrwerke für den Austausch zwischen Deutschland und Osteuropa entwickelt wurden. Zudem hat sie das Verbundprojekt „Interkultur“ im Rahmen des EU-Hochschulprogramms Asia-Link zur Förderung der Zusammenarbeit zwischen Europa und China initiiert. Realisiert wurde dabei ein binationaler Masterstudiengang mit Doppelabschluss. Seit 2018 leitet sie die von der VW-Stiftung geförderte europäische Forscher*innengruppe zur Entwicklung eines World Humanities Reports für die UNESCO.
Von 2007 bis 2009 war sie Mitglied des Senats der Universität. Im April 2009 wurde Casper-Hehne Vizepräsidentin für Forschung und Internationales, im April 2012 Vizepräsidentin für Internationales der Universität Göttingen, dort wiedergewählt bis 2023. Casper-Hehne betreute bzw. betreut als Vizepräsidentin die Juristische, Sozialwissenschaftliche, Theologische, Wirtschaftswissenschaftliche und Medizinische Fakultät sowie die Fakultät für Agrarwissenschaften. Sie ist Mitglied der Philosophischen Fakultät. Von 2009 bis 2012 war sie zuständig für die Umsetzung der Exzellenzinitiative. 2015 erhielt die Universität für die von Casper-Hehne mit allen Statusgruppen der Universität entwickelte Internationalisierungsstrategie den Europäischen Preis für Innovation in der Internationalisierung.
Casper-Hehne leitete die AG der niedersächsischen Vizepräsidenten (zuständig) für Internationalisierung und entwickelte mit diesen 2020 eine Internationalisierungsstrategie der niedersächsischen Hochschulen. Die AG erarbeitete zudem Empfehlungen für die Mobilität zu Zeiten der Corona-Krise im WS 2020/2021.
Hiltraud Casper-Hehne war 2013–2020 Mitglied des Board of Directors des europäischen Netzwerks U4 (Universitäten Gent, Göttingen, Groningen, Uppsala, Tartu). Sie war 2012 bis 2014 Mitglied im Board des HERA-Netzwerks und von 2014 bis 2016 Mitglied des Executive Board der Coimbra-Gruppe. 2014 leitete sie zudem den Sachverständigenrat zur Entwicklung einer Chinastrategie des Bundesministeriums für Bildung und Forschung. 2015–2021 war sie Mitglied des Beirats Sprache des Goethe-Instituts und ist seit 2016 Vorstandsmitglied des Deutschen Akademischen Austauschdienstes, wiedergewählt bis 2027. Anfang 2018–2020 war sie Mitglied der EU-Ad-hoc Expert Group on European Universities.
Von 2014 bis 2016 war Casper-Hehne Gesamtprojektleiterin des von ihr initiierten Projektes Umbrüche gestalten der neun lehramtsausbildenden niedersächsischen Hochschulen, das sich der obligatorischen Integration von Sprachenförderung und Sprachenbildung in die Lehramtsausbildung widmete.
2015–2020 leitete Casper-Hehne das Leuchtturmprojekt Internationalisierung und Digitalisierung der Curricula, in dem an der Universität Göttingen mit digitalen Tools internationale, interkulturelle und globale Inhalte in die Curricula aller Fächer aller Studiengänge integriert werden sollten. Ziel ist, dass alle Studierenden der Universität Göttingen zu „globally concerned citizen“ausgebildet werden. Das Projekt wurde 2020–2023 im Rahmen des DAAD-Programms „Internationale Mobilität und Digitale Kooperation“ mit ca. 2,2 Mio. Euro gefördert.
Seit 2022 ist Casper-Hehne Leiterin des Facharbeitskreises Deutsch „Bildung für Nachhaltige Entwicklung (BNE)“ der KMK/BMZ, in dem ein Orientierungsrahmen BNE für die Sekundarstufe II  an Gymnasien erstellt wird.
Seit 2023 ist Casper-Hehne Leiterin des EU-Projektes ROCKET: „Role Playing Games on Conflict Transformation for Equity in Higher Education through Virtual Exchange“. An dem Projekt, das im Rahmen des EU-Programmes Cooperation Partnerships gefördert wird, nehmen drei Universitäten der Europäischen Allianz ENLIGHT teil: Groningen, Uppsala und Göttingen.
Seit 2020 nimmt Casper-Hehne im Auftrag des Präsidiums der Georgia Augusta die Göttinger Projektleitung in der Europäischen Universität ENLIGHT wahr. Die Universität ist seit langem Mitglied des europäischen Netzwerkes ENLIGHT, dem mittlerweile 10 exzellente europäische Partneruniversitäten angehören: Bern, Bilbao, Bordeaux, Bratislava, Galway, Ghent, Göttingen, Groningen, Tartu sowie Uppsala. Die Universitäten arbeiten in Forschung und Lehre eng zusammen, und dies vor allen Dingen in sechs Flagship Topics: Digitalisation, Equity and Diversity, Energy and Circular Conversation, Climate Change, Health and Wellbeing wie auch Culture and Creativity.

## Publikationen (Auswahl)
- 1989: Zur Sprache der bündischen Jugend. Am Beispiel der Deutschen Freischar. Max Niemeyer, Tübingen. ISBN 978-3-4843-1091-9 (Dissertation)
- 2006: Interkulturelle Alltagskommunikation zwischen anglophonen US-amerikanischen FremdsprachenlernerInnen und deutschen MuttersprachlerInnen. Zu narrativen, diskursiven und direkten Gesprächen. Max Niemeyer, Tübingen. ISBN 978-3-4843-1265-4 (Habilitationsschrift)

## Auszeichnungen
Hiltraud Casper-Hehne wurde am 6. April 2010 von der Beijing Foreign Studies University in Peking mit einer Ehrenprofessur ausgezeichnet.